# برنج و کاری
برنج و کاری یک غذای محبوب در سریلانکا و همچنین در شبه قاره هند است.
شام برنج و کاری شامل موارد زیر است:
- یک کاسه بزرگ برنج، اغلب جوشیده، اما اغلب سرخ شده. گاهی کریبات، برنج پخته شده در شیر نارگیل، سرو می‌شود.
- کاری سبزیجات، شاید از لوبیا سبز، جک فروت یا تره فرنگی.
- کاری از گوشت، اغلب مرغ یا ماهی، اما گاهی بز یا بره
- ضال، غذای عدس تند.
- پاپادوم، یک ویفر نازک ترد که از حبوبات یا آرد برنج تهیه می‌شود و به عنوان غذای جانبی سرو می‌شود.
- سامبال‌ها، که غذاهای جانبی تازه چاتنی هستند. آنها ممکن است شامل پیاز قرمز، فلفل قرمز، نارگیل رنده شده، آب لیموترش باشند و اغلب گرمترین قسمت غذا هستند.

هر کاسه حاوی بخش‌های کوچکی است، اما همان‌طور که در بیشتر مناطق گرمسیری آسیا مرسوم است، اگر کاسه خالی شود، بلافاصله دوباره پر می‌شود.
کاری از فلفل چیلی، هل، زیره، گشنیز و سایر ادویه‌ها استفاده می‌کند. طعمی متمایز دارد. غذاهای جنوبی از موادی مانند ماهی خشک شده استفاده می‌کنند که محلی در این منطقه هستند. اعتقاد بر این است که غذاهای تندتر از نظر محتوای فلفل قرمز یکی از داغ ترین‌ها در جهان هستند (پس از سیلتی در رده دوم قرار دارند). در حالی که بومیان در این آشپزی متولد می‌شوند و نسبت به غذاهای تند و تند تحمل می‌کنند، بسیاری از بازدیدکنندگان و گردشگران این کشور اغلب تندی را بیش از حد می‌دانند. در نتیجه، بسیاری از رستوران‌های محلی در مناطق توسعه‌یافته و توریستی، نسخه‌های کم ادویه‌ای از غذاهای محلی را برای پذیرایی از کام خارجی یا یک منوی جایگزین «غربی» برای بازدیدکنندگان و گردشگران ارائه می‌دهند.